# Brajkovići (Kanfanar)
 Brajkovići  (olaszul: Braicovici) falu Horvátországban, Isztria megyében. Közigazgatásilag Kanfanarhoz tartozik.

## Fekvése
Az Isztria középső részén, Pazintól 24 km-re, községközpontjától 7 km-re délnyugatra a Kanfanart Rovinjjal összekötő főút mellett fekszik.

## Története
A településnek 1880-ban 49, 1910-ben 71 lakosa volt. Az első világháború után a rapallói szerződés értelmében Isztria az Olasz Királysághoz került. A második világháború után Jugoszlávia része lett. Jugoszlávia felbomlása után 1991-ben a független Horvátország része lett. 2011-ben a falunak 94 lakosa volt. Lakói mezőgazdasággal, állattenyésztéssel foglalkoznak.

## Nevezetességei
A Gyógyító Boldogasszony ( Sv. Marija od Zdravlja ) tiszteletére szentelt temploma 1852-ben épült. Később temetőkápolnával bővítették. Egyszerű négyszög alaprajzú épület homlokzata felett nyitott kétfülkés harangtoronnyal. A temetőkápolna a keleti oldalán a szentélyhez csatlakozik loggiás előtérrel. A temető az északi oldalán helyezkedik el.

## Lakosság
| Lakosság változása | Lakosság változása | Lakosság változása | Lakosság változása | Lakosság változása | Lakosság változása | Lakosság változása | Lakosság változása | Lakosság változása | Lakosság változása | Lakosság változása | Lakosság változása | Lakosság változása | Lakosság változása | Lakosság változása | Lakosság változása |
| ------------------ | ------------------ | ------------------ | ------------------ | ------------------ | ------------------ | ------------------ | ------------------ | ------------------ | ------------------ | ------------------ | ------------------ | ------------------ | ------------------ | ------------------ | ------------------ |
| 1857               | 1869               | 1880               | 1890               | 1900               | 1910               | 1921               | 1931               | 1948               | 1953               | 1961               | 1971               | 1981               | 1991               | 2001               | 2011               |
| 0                  | 0                  | 49                 | 61                 | 48                 | 71                 | 0                  | 0                  | 87                 | 80                 | 69                 | 61                 | 79                 | 84                 | 84                 | 94                 |

| 2021 | 92 |